# Indische Oceaan
De Indische Oceaan is een oceaan tussen het oosten van Afrika, het zuidoosten en het zuiden van Azië, de archipel van Indonesië en Australië. Aan de zuidzijde gaat de oceaan over in de Zuidelijke Oceaan. De Indische Oceaan is qua grootte de derde oceaan ter wereld en dankt zijn naam aan het Indisch Schiereiland, dat geheel is omsloten door deze oceaan.
Met een wateroppervlak van 73.556.000 km² beslaat deze oceaan ongeveer 20% van het totale wateroppervlak van de aarde. Hij heeft een gemiddelde diepte van 3.963 meter, het diepst gemeten punt is 7.725 meter.
De Indische Oceaan heeft diverse zeestromen en een Indische Oceaan-gyre. De gyre zorgt ervoor dat plasticsoep in de Indische Oceaan ophoopt.

## Geografie
Het noordelijkste gedeelte van de Indische Oceaan wordt door het Indisch Schiereiland in twee zeeën gesplitst: de Golf van Bengalen in het oosten en de Arabische Zee in het westen. De Golf van Bengalen wordt door de Andamanen en Nicobaren gescheiden van de Andamanse Zee, die langs de kust van Zuidoost-Azië ligt. Tussen het vasteland van Afrika en het eiland Madagaskar ligt de Straat Mozambique. De open baai ten zuiden van Australië wordt de Grote Australische Bocht genoemd.

### Zeeën en zeestraten
die tot de Indische Oceaan behoren zijn:
- de Andamanse Zee
- de Arabische Zee
- de Straat Bab el Mandeb
- de Golf van Aden
- de Golf van Bengalen
- de Golf van Khambhat
- de Golf van Kutch
- de Golf van Mannar
- de Golf van Oman
- de Laccadivenzee
- de Perzische Golf
- de Rode Zee
- de Sawuzee
- de Straat Malakka
- de Straat Palk
- de Timorzee

In 2000 is door de Internationale Hydrografische Organisatie de noordelijke grens van de Zuidelijke Oceaan vastgelegd op 60 graden zuiderbreedte. Dit is tevens de huidige zuidelijke grens van de Indische Oceaan.

### Eilanden en eilandgroepen
gelegen in of grenzend aan de Indische Oeaan zijn:
- Brits Indische Oceaanterritorium
  - Chagosarchipel (60 eilanden)
    - Diego Garcia
- Amsterdam
- Andamanen
- Christmaseiland of Kersteiland
- Comoren
  - Anjouan (Ndzwani)
  - Grande Comore (Ngazidja)
  - Mohéli (Mwali)
  - Mayotte (Maore)
    - Grande-Terre
    - Petite-Terre
- Soenda-eilanden
  - Sumatra
  - Java
- Eilanden voor Sumatra's westkust
  - Simeulue
  - Banyakeilanden
    - Balai
    - Reusam
    - Babi
    - Bangkaru
    - Tuangku

  - Nias
  - Batoe-eilanden (28 eilanden, waarvan ongeveer 20 bewoond)
    - Boli
    - Pini
    - Simuk
    - Sipika
    - Tanahmasa
    - Tanahbala

  - Mentawai-eilanden
    - Noord-Pagai
    - Zuid-Pagai
    - Sipora
    - Siberut
    - Sending
    - Mega

  - Enggano
- Kleine Soenda-eilanden
  - Bali
  - Lombok
  - Sumbawa
    - Komodo

  - Sumba
  - Flores
- Kerguelen
- Madagaskar
- Malediven
- Mascarenen
  - Réunion
  - Mauritius
    - Rodrigues
    - Agalega-eilanden (twee eilanden)
    - Cargados Carajos (ongeveer 40 eilanden)
- Nicobaren
- Seychellen (115 eilanden)
  - Centrale groep:Granieteilanden
    - La Digue
    - Desroches- eilanden
    - Mahé
    - Praslin
    - Silhouette

  - Buitenste eilanden: Koralen Seychellen
    - Aldabra-groep (46 eilanden)
      - Aldabra-atol

    - Amiranten (25 eilanden)
    - Farquhar-eilanden (vier eilanden)
    - Zuidelijke koraalgroep (twee eilanden)
- Sri Lanka
- Zanzibar
  - Zanzibar
  - Pemba

### Voornaamste havens
Afrika
- Dar es Salaam (Tanzania)
- Durban (Zuid-Afrika)
- Mogadishu (Somalië)
- Mombassa (Kenia)

Oceanië
- Adelaide
- Perth

Azië
- Mumbai (India)
- Colombo (Sri Lanka)
- Karachi (Pakistan)
- Yangon (Myanmar)

## Flora en fauna
De Indische Oceaan is een relatief warme oceaan. Hierdoor komt op de meeste plaatsen weinig plankton voor, dat normaal gesproken de voornaamste bouwsteen vormt voor ecosystemen in de oceanen. Vergeleken met andere oceanen heeft de Indische Oceaan daarom een kleine biodiversiteit.

### Bedreiging

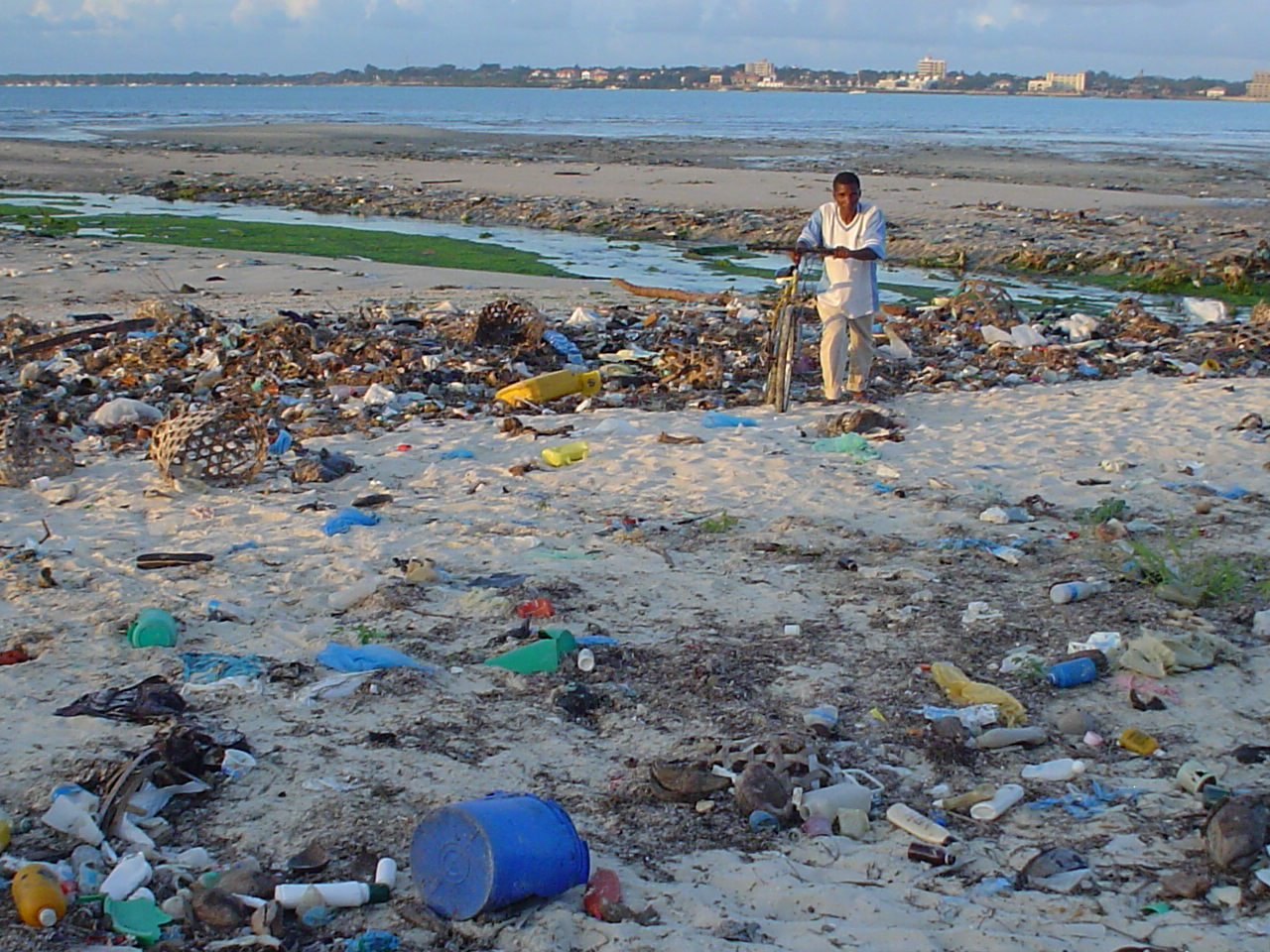
Aangespoeld afval op het strand van Dar es Salaam, Tanzania

In de Indische Oceaan wordt onder andere gevist op garnalen en tonijn door vissers uit Rusland, Japan, Taiwan, Zuid-Korea en andere landen. Vervuiling door plastic afval en olie vormt een andere bedreiging voor het leven in de oceaan. Deze vervuiling en gebrek aan voedsel vormen een ernstige bedreiging voor doejongs, zeehonden, walvissen en schildpadden.